# Історія Єгипту
Цивілізація та перші держави виникли в Єгипті вже за 5000 років.

## Давні часи
Історія Єгипту починається з ери палеоліту. В ті часи долина Нілу зовсім була не схожа на нинішню: до самої дельти це було суцільне болото, води річки покривали практично всю долину, клімат був значно вологішим, ніж зараз. Наприкінці палеоліту клімат почав змінюватися і русло Нілу набуло сучасних обрисів. У зв'язку з повільним, але постійним поширенням пустелі на прикордонні райони населення почало концентруватися уздовж родючих берегів річки.
В епоху неоліту, початком якого є десяте тисячоліття до н. е., там вже проживали два народи різного походження: один належав до африканської раси і прийшов з центру Африки; другий — до середземноморської раси і походив з Центральної Азії. Існує припущення, що була ще й третя група населення — вихідці з легендарної Атлантиди, які прийшли в долину Нілу через Лівію. Так сформувалися дві цивілізації: перша — Мерімда — на Півночі країни в дельті, яка заснувала перші міста; друга — на Півдні з головним містом Тасом.

## Верхній і Нижній Єгипет
Близько 3100 року до н. е. виникли дві розвинені державні утворення: Верхній Єгипет (у долині Нілу) і Нижній Єгипет (у дельті Нілу), які змагалися між собою за першість. Об'єднання цих утворень в одне приписують легендарному цареві Менесу, який започаткував першу з тридцяти однієї династії, які змінювали одна одну на єгипетському троні аж до 332 року до н. е., коли вони були переможені Олександром Великим.
Період найбільшого розвитку стародавнього Єгипту поділяють на три етапи: Старе Царство, Середнє Царство і Нове Царство, які розділяються перехідними періодами.

### Старе Царство (XXVII—XXII століття до н.е.)

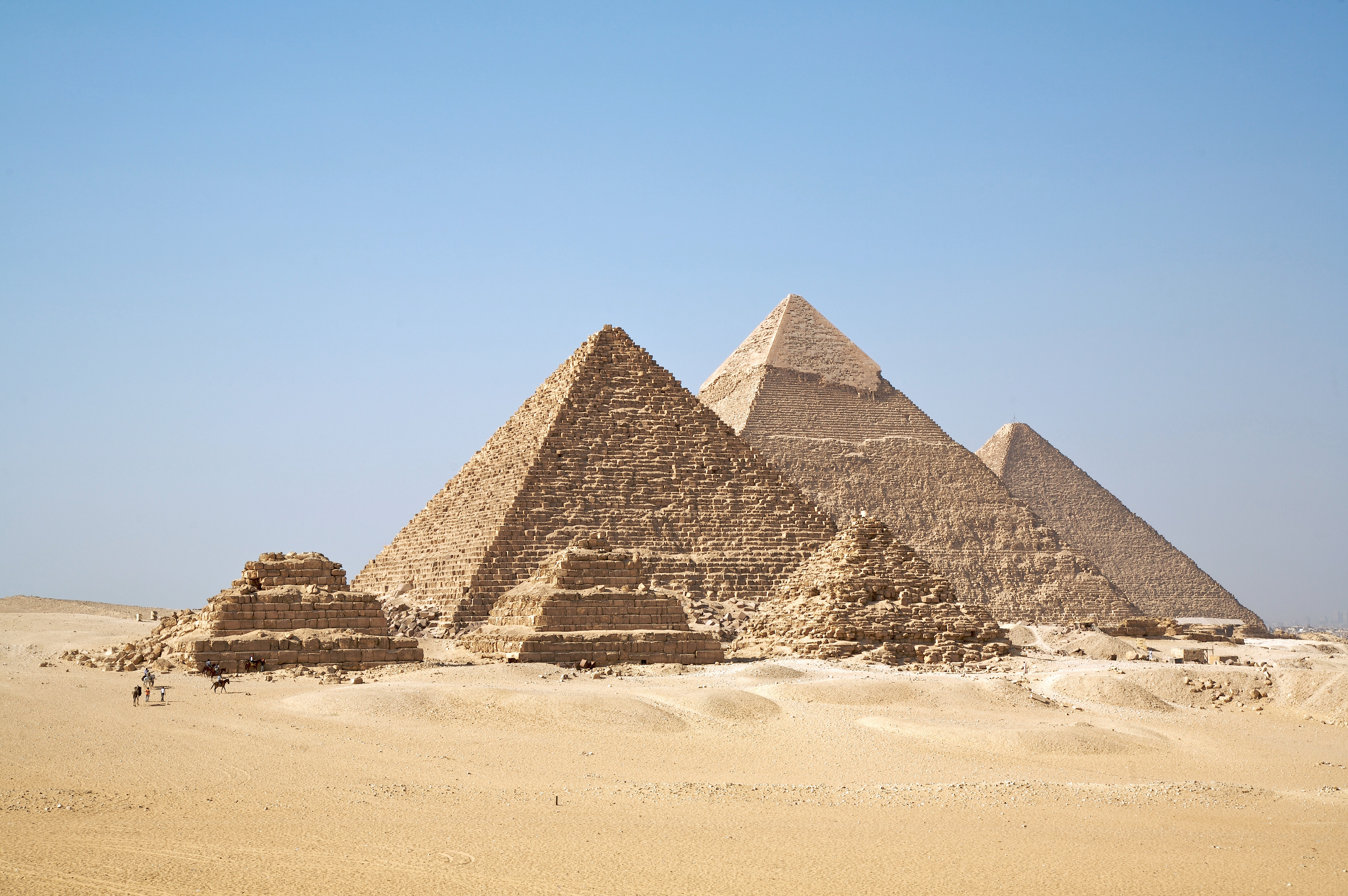
Єгипетські піраміди

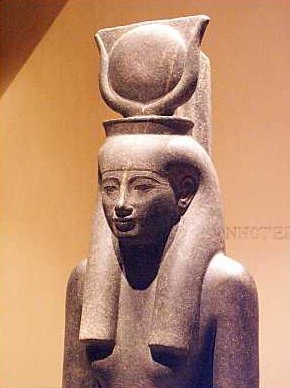
Скульптура богині Хатхор

Період під назвою «Старе царство» починається приблизно з 3400 року до н. е. Багато вчених вважають цей період найвеличнішим в єгипетській історії. Його називають ще Мемфіським царством, тому що столиця була перенесена з Абідоса. Саме в цей початковий період історії Єгипту затвердилися перші цивільні та релігійні закони, встановилися канони мистецтва і зародилася писемність. Найвеличнішим фараоном цієї епохи був Зосер — засновник III династії. При ньому був споруджений перший гігантський кам'яний монумент Єгипту — східчаста піраміда в Саккара. Він же заснував посаду першого міністра (візира) в своїй адміністрації, яка згодом розширилася, і ієрархія, відповідно, ускладнилася. Зосер вів також численні війни з Нубією вище першого нільського порога та з Синаєм.
За засновника IV династії Снефру почалося будівництво пірамід з гладкими стінами. Але у відношенні пишності архітектоніки три інші фараони цієї династії перевершили Снефру: Хеопс, Хефрен і Микерін створили відомий заупокійний ансамбль у Ґізі. На жаль, про цих фараонів мало що відомо, ми знаємо лише про кілька воєнних походів Хеопса в Синай.
V династія називалася «геліополійською», тому що вона походила з міста Геліополя, і її перші три фараони були за легендою зачаті дружиною жерця бога Ра від самого бога. З того часу всі фараони стали називатися «Синами Ра». Тексти Пірамід підписуються цим іменем. Найпомітнішою фігурою VI і останньої династії Древнього царства був Пепі II, який правив довше всіх в історії Єгипту: він зайняв трон у 6 років і перебував на ньому 94 роки. Але наприкінці його царювання центральна влада ослабла і потрапила до рук монархів (феодальних князів). Потім почався перший перехідний період: проміжок часу від VII династії (близько 2180 року до н. е.) до початку XI династії (близько 2130 року до н. е.). Це тривалий неспокійний період, коли Єгипет неодноразово ставав жертвою анархії і соціальних потрясінь.

### Середнє Царство (XXI—XVIII століття до н.е.)
Середнє царство починається з 2060 року до н. е., з кінця XI династії. Фараон Ментухотеп I, спираючись на єгипетські правлячі класи, відновив владу над Нижнім Єгиптом. Під час царювання його спадкоємців — Ментухотепа II і Ментухотепа III — оживилася торгівля, відкривалися торговельні шляхи до Червоного моря і відновилася політика експансії стосовно Нубії.
2000 року до н. е. з'явилася XII династія, одна із славнозвісних і могутніх династій в історії Єгипту. Її засновник Аменемхет I встановив культ Амона і звів його в ранг головного божества. Він був талановитим правителем, за якого Єгипет переживав черговий період розквіту. Що стосується зовнішньої політики, Аменемхет розширив кордони Єгипту до центру Нубії, наблизивши до Короско, і розв'язав війну проти Лівії. Трон успадкував його син Сесостріс І. Він поповнив свої володіння золотими рудниками Уаді Аллаки. Щоб закріпити продовження династії, він зійшов на трон разом зі своїм старшим сином.
Про його спадкоємців — Аменемхета II і Сесостріса II — є дуже мало відомостей. Відомо тільки, що вони встановили торговельні зв'язки з Фінікією. Сесостріс III, спадкоємець Аменемхета III, був одним з найвідоміших правителів Єгипту. Він здійснив чотири воєнних походи проти Нубії, перетворив її на колонію, а потім просунувся до Палестини і наказав збудувати численні фортеці уздовж кордону з Суданом. В ту епоху бурхливо розвивалася культура, з'явилися знамениті літературні твори, такі як Книга двох шляхів і Завіти Аменемхета.
XII династія завершує епоху Середнього царства; почався другий перехідний період, який на сьогоднішній день залишається найменш дослідженим. Він характеризується вторгненням інородців семітської раси, які прийшли зі сходу дельти Нілу. Вони захопили родючі долини дельти і спорудили місто Аварис, яке стало їхньою столицею. Гіксоси окупували Єгипет приблизно упродовж століття. Потім фіванські князі об'єдналися з іншими династіями Верхнього Єгипту і розбили армію загарбників.
Війна за незалежність закінчилася в 1622 році до н. е. під керівництвом Ахмоса, засновника XVIII династії, який переслідував ворогів до південних кордонів Палестини і об'єднав весь Єгипет під своїм пануванням.

### Нове Царство (XVI—XI століття до н.е.)

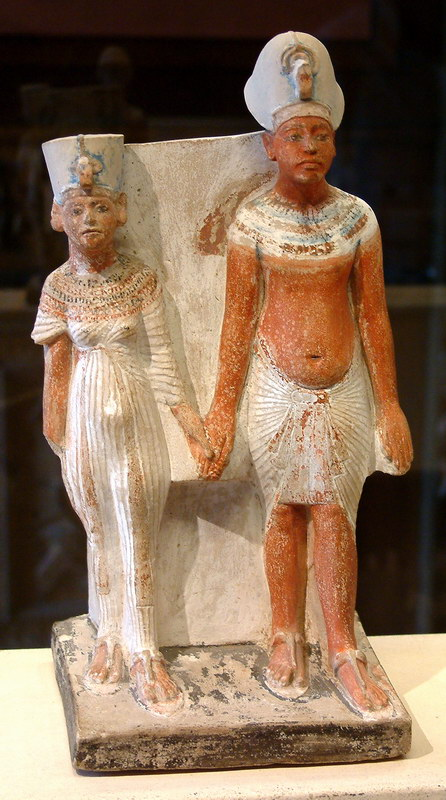
Аменхотеп IV Ехнатон та Нефертіті

Початок Нового царства датується приблизно 1580 роком до н. е. Це період воєнної могутності, спрямованої не стільки на оборону, скільки на завоювання, це також вершина розквіту мистецтва і культури. Фіви залишалися столицею, а жерці бога Амона були найвпливовішими. Спадкоємці Ахмоса — Тутмос I і Тутмос II — займалися насамперед воєнними походами. Зміни настали під час царювання Хатшепсут, яка оголосила себе регентшею після усунення з трону свого племінника Тутмоса III і керувала одноосібно протягом 22 років, носила накладну бороду й чоловічий одяг. Період царювання Хатшепсут спокійніший у воєнному відношенні, багатий на події в галузі мистецтва: при ній, наприклад, було створено архітектурний шедевр поховального ансамблю в Дейр-ель-Бахарі.
Після смерті своєї тітки Тутмос III повернувся на трон, і першою його справою стала ліквідація імені узурпаторші на всіх монументах. Його царювання тривало 34 роки, це був період найвищого розквіту Єгипту. Він провів 17 військових походів в Азію, в результаті яких імперія Мітанні була остаточно розгромлена. Його блискучі перемоги при Кадеші, Мегіддо, Кархемиші стали знаменитими. Наприкінці свого царювання Тутмос III дійшов до четвертого порогу Нілу і розсунув кордони Єгипту від Напати в Нубії (сучасний Джебел Баркал) до Євфрату.
У 1372 році до н. е. на трон зійшов Аменхотеп IV Ехнатон, який прославився в історії не лише як цар-поет, але також як цар-єретик. Стурбований могутністю жерців Амона, які практично створили державу в державі, він заснував замість культу Амона культ Атона — сонячного диска. Потім він закрив храми, прогнав жерців, залишив Фіви і заснував нову столицю Ахет-Атон («Обрій Атона», нині Тель-ель-Амарна).
Після його смерті цей культ перестав існувати. Корона перейшла до зовсім юного Тутанхатона, який не без впливу красуні Нефертіті («Красуня, яка йде сюди») — повернувся у Фіви, відродив культ Амона і прийняв ім'я Тутанхамон. Помер у 18 років через важку хворобу, увійшов в історію завдяки сенсаційному відкриттю його гробниці в 1922 році Говардом Картером. Тим часом, у Єгипті знову почалася анархія і влада перейшла до рук військових: Хоремхеб, Рамзес I (професійний воїн), Сеті I, який відновив політику завоювань на Сході, і нарешті, Рамсес II, названий Рамсесом Великим, котрий доклав усіх зусіль, щоб перемогти армію хетів. Він зупинив їхнє просування в Кадеші під час епічного бою, в якому не зрозуміло було, хто переміг, тому що не залишилося ні переможців, ні переможених.
Після смерті Рамзеса престол успадкував його син Минептах, при якому почався занепад Єгипетської імперії.
Третій перехідний період починається після приходу в 1085 році до н. е. XXI династії, яка заснувала столицю в Танісі.

### Пізній період (Х століття— 31 рік до н.е.)
Влада в країні перейшла до рук лівійських династій, а пізніше — ефіопських; столиця була перенесена в Непату, у Судан. Після цього настала епоха Саїтської династії. У 524 році до н. е. за часів XXVII династії перси вперше перемогли єгиптян. У 332 році до н. е. єгиптяни покликали на допомогу Олександра Великого, якого зустріли як визволителя і луксорський оракул проголосив його «Сином Ра». Він заснував нове місто — Александрію, яке швидко стало культурним центром усього античного світу. Після смерті Александра його скляна гробниця була в місті протягом кількох віків.

## Греко-римський період

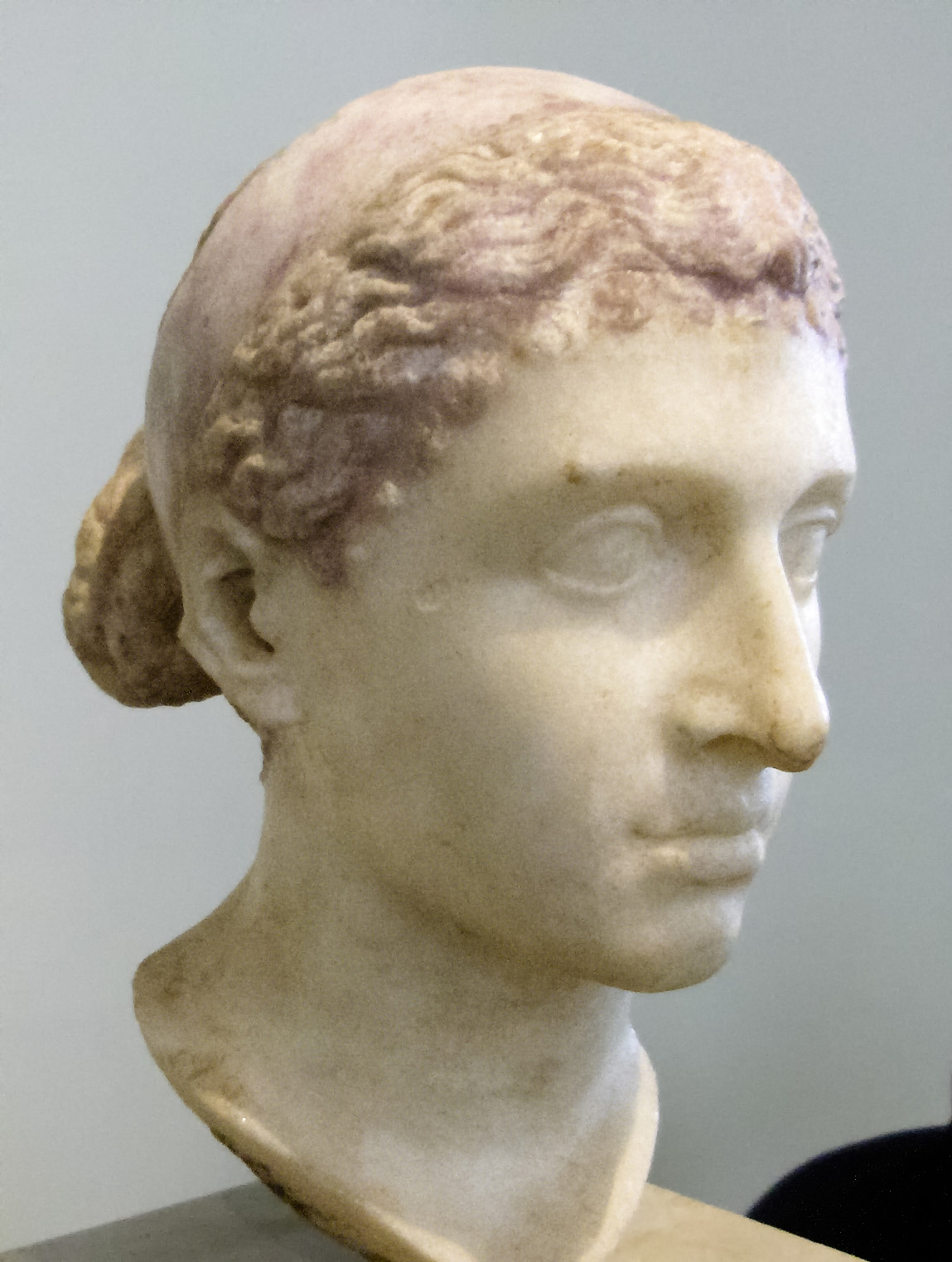
Клеопатра VII

Після смерті Александра Македонського до влади прийшла династія Птолемеїв, засновником якої став Птолемей Сотер — діадох Александра. У культурі Єгипту перемішалися елементи еллінської та давньоєгипетської традицій. Останньою царицею з цієї династії була Клеопатра VII, пов'язана спершу з Цезарем, а пізніше — дружина Марка Антонія. Після поразки її армії, яку розбив у 31 році до н. е. Октавіан Август, Єгипет став провінцією Римської імперії. Це підтверджується чисельними і новими археологічними знахідками, як то знайдені польськими археологами в 2024 році папіруси зі списками давньоримських військових.
Згодом країна, яка була відома як «житниця Риму», занепала. Після поділу Римської імперії у 395 році н. е. увійшла до складу Східноримської (Візантійської імперії).

## Середньовіччя
У 641 році н. е. Єгипет завоювали араби. Його християнські мешканці (копти) поступово культурно та релігійно асимілювалися. 
969 року, після кількох невдалих спроб, Єгипет було завойовано Фатімідським халіфатом. Новозбудоване місто Каїр стало новою столицею халіфату. У Х-ХІІ століттях Єгипет досяг піку розквіту за часів династії Фатимідів. Однак, протягом ХІІ століття держава Фатімідів деградувала.
Остаточно край її існуванню поклав Салах ад-Дін, фактичний засновник династії Аюбідів (1171—1250).
Останнім Аюбідом на чолі Єгипту став Муаззам Туран-шах, онук Аль-Каміля, котрий у свою чергу доводився небожем Салах ад-Дінові. Після повалення Муаззама і захоплення влади в Каїрі мамлюками (1250 року) територією сучасного Єгипту керувала династія бахрітів. 1382 року їх змінила династія бурджитів.
У 1517 році султан Селім завоював Єгипет і приєднав його до Османської імперії.

## Новий час

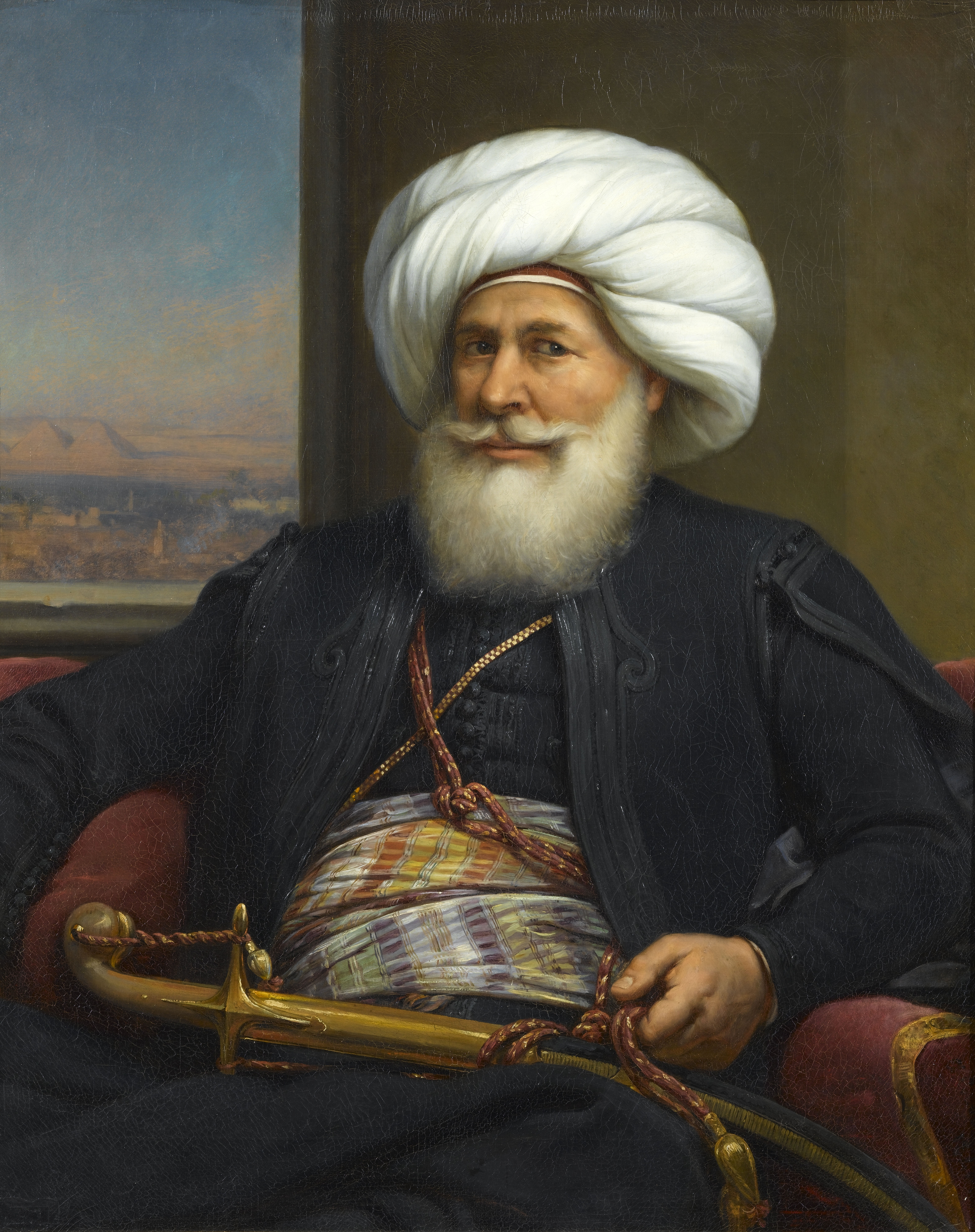
Мухамед Алі Єгипетський

У 1798—1800 роках Єгипет опинився під французькою окупацією. Після відступу французів в країні розпочалася громадянська війна. Переміг у ній командувач загону вояків-албанців Мухаммед Алі. Талановитий воєначальник і хитрий дипломат, він почав з того, що зменшив податки і за підтримки єгиптян домігся призначення себе османським намісником. Запросивши до себе на учту дві тисячі найвпливовіших мамлюків, він усіх їх холоднокровно перебив. Британців, які захопили Александрію, Мухаммед Алі змусив забратися геть. Після знищення мамлюків, які ще залишалися живими, його влада над країною стала беззаперечною.
Мухаммед Алі визнавав зверхність султана, але водночас прагнув перетворити Єгипет на сильну й самодостатню державу. Він дбав насамперед про власну владу та збагачення, але не забував і про інтереси заможних підданих — великих землевласників, духовенства та купців. Замість знищеної мамлюцької знаті Мухаммед Алі створив верству нових поміщиків, зобов'язаних своїм становищем йому особисто. Володар охоче залучав на службу європейців, а його радниками в господарських питаннях були сен-симоністи. Держава відібрала на свою користь більшість орних земель і змушувала селян вирощувати бавовну та інші культури, які можна було з вигодою продати за кордон. За кошти скарбниці відновлювали старі і будували нові зрошувальні канали. Усю зовнішню торгівлю Єгипту тепер теж контролював уряд. Державі належала й більшість збудованих за правління Мухаммеда Алі промислових підприємств. Головним споживачем їхньої продукції був потужний єгипетський флот та армія, вишколена й озброєна за європейським зразком. А головний тягар реформ ліг на плечі звичайних єгиптян.
Зі зміцненням і поширенням влади єгипетського намісника змушені були рахуватися і в Стамбулі. Султан намагався нацькувати Мухаммеда Алі на ворогів імперії, з якими йому час від часу «доручали» воювати. Єгипетська армія розгромила саудівців і захопила Аравію, а потім здобула Судан. Щоправда, всі ці території були приєднані до володінь самого Мухаммеда Алі.
У 1825—1826 роках єгипетський володар допоміг султану і в боротьбі з грецькими повстанцями — в обмін на обіцянку віддати під владу Мухаммеда Алі Сирію та острів Крит. 1831 року так і не дочекавшись виконання султанської обіцянки Мухаммед Алі захопив Сирію силою, а потім вдерся до Анатолії. Шлях йому заступила османська армія на чолі з великим візиром. Але, попри подвійну перевагу, єгиптяни швидко розбили її. У відчаї Порта звернулася по допомогу до Росії. Під російським тиском Мухаммед Алі погодився укласти мир. Султан визнав усі його завоювання, а Єгипет погодився й надалі сплачувати данину до османської скарбниці.
Європейці прагнули отримати в Єгипті права безмитної торгівлі, які вони отримали в інших областях Османської імперії. Але Мухаммед Алі їм категорично відмовив. Тоді західні дипломати підбурили султана розпочати нову війну проти бунтівливого намісника. Однак єгипетська армія вчергове розгромила османське військо. До того ж на бік Мухаммеда Алі перейшов і флот султана. Довелося спрямовувати до Сирії британські і австрійські війська, а до берегів Єгипту — британську ескадру. Зрештою 1841 року Мухаммед Алі змушений був підписати мир і відмовитися від своїх загарбань в Азії. А в самому Єгипті іноземці отримали право вільно скуповувати бавовну і продавати промислові товари — на збиток місцевим виробникам.
Натомість, країна була остаточно визнана спадковим володінням Мухаммеда Алі, фактично — самостійною державою, володарі якої стали називати себе хедивами. Щоправда, в Стамбулі не одразу визнали новий титул і до 1867 року титулували єгипетських хедивів як валі (намісник).

Завдяки новому становищу Єгипет став осередком арабського національного відродження, яке отримало назву Нахда (з арабської — «пробудження»). «Батьком» Нахди вважають єгиптянина Рифу ат-Тахтаві, випускника медресе аль-Азхар, який шість років прожив у Франції і став свідком Липневої революції. Ат-Тахтаві організував в Каїрі державну школу іноземних мов та заснував першу арабську газету. Саме за часів Мухаммеда Алі, завдяки зусиллям Жана-Франсуа Шампольйона та інших європейських вчених розпочалося наукове дослідження пам'яток стародавніх цивілізацій Близького Сходу — фараонівського Єгипту, Ассирії, Вавилонії.
У 1859—1869 роках француз Фердинанд де Лессепс за підтримки європейського (переважно — французького) капіталу збудував Суецький канал. Однак, у боротьбу за вплив у Єгипті активно включилася Велика Британія, яка 1875 року викупила значну частку акцій товариства Суецького каналу. 1881 року в Єгипті спалахнула революція, учасники якої прагнули звільнити країну не лише від продажного хедива та османської влади, але й від європейських колонізаторів. Її очолив військовий міністр Орабі-паша. Стривожені британці обстріляли Александрію і за кілька місяців захопили Каїр. Це дозволило британцям встановити повний контроль над єгипетським урядом. На трон повернули слухняного хедива, але справжню владу над країною (за підтримки військових) зосередив у своїх руках британський резидент.
Міжнародна Конвенція про Суецький канал, підписана 1888 року, зафіксувала правовий статус британських військових сил у зоні каналу.

## XX століття
У грудні 1914 року, після початку Першої світової війни, міністерство закордонних справ Великої Британії оголосило, що Єгипет переходить під англійський протекторат. 19 грудня англійці усунули від влади хедива Аббаса II, який у той час перебував у Стамбулі. Влада перейшла до його дядька, Хусейна Каміля, який узяв титул султана.
Невдоволення британським правлінням переросло у свідомий націоналістичний рух, метою якого була державна незалежність. 
Повстання 1919 було придушено, однак наприкінці 1921 року країну охопило нове повстання, що змусило уряд Великої Британії визнати незалежність Єгипту.
1922 року Єгипет став формально незалежною монархією, Ахмед Фуад I змінив свій титул із султана на короля. Щоправда, фактично Єгипет все ще залишався під політичним і військовим контролем англійців.
1936 року було укладено договір з Британією, на підставі якого закінчилася воєнна окупація, однак британське військо лишилося в зоні Суецького каналу. Під час Другої світової війни Єгипет перебував під контролем англійських військ.
1945 року в Каїрі Єгипет разом з Іраком, Ліваном, Саудівською Аравією, Сирією, Трансіорданією і Єменом утворили Лігу арабських держав.
1948—1949 року Єгипет брав участь у арабо-ізраїльській війні, результатом якої стало встановлення тимчасового перемир'я по Зеленій лінії. В арабському суспільстві такий результат війни вважали поразкою.
1952 року в країні стався військовий переворот, короля Фарука детронізували. У 1953 році в країні було проголошено республіку. 
Першим президентом став Мухаммед Наґіб, але наприкінці 1954 року його змінив Ґамаль Абдель Насер, який залишався на цій посаді до своєї смерті 1970 року.
1956 рік — Суецький канал було націоналізовано, французько-британсько-ізраїльська інтервенція закінчилася невдачею через дипломатичне втручання США.
1958 рік — Єгипет утворив федерацію із Сирією під назвою «Об'єднана Арабська Республіка». Після виходу Сирії з федерації (вересень 1961 року) упродовж 10 років країна зберігала колишню назву.
1967 рік — Єгипет зазнав поразки у так званій «шестиденній війні» з Ізраїлем і втратив контроль над Синайським півостровом.
1973 рік — Єгипет разом із Сирією, Йорданією та Іраком несподівано напали на Ізраїль. Бойові дії почалися 6 жовтня, під час єврейського свята Йом-Кіпур, тому війну називали війною Судного дня. Закінчилася вона через 18 діб фактичною поразкою єгипетської армії.
1979 року було підписано єгипетсько-ізраїльський мирний договір. Ізраїль почав поступово повертати Синайський півострів Єгипту. Більшу частину ізраїльських поселень було зруйновано, а ті, що залишилися, дісталися Єгипту (наприклад, поселення Офіра на півдні півострова стало нинішнім Шарм-еш-Шейхом). Навесні 1982 року ізраїльські військові повністю залишили Синай. За підписання цієї угоди Єгипет виключили з Ліги арабських держав, а штаб-квартиру організації перенесли з Каїра до Туніса.
1981 рік — президента Анвара Садата вбили релігійні фундаменталісти. При ньому країна проголосила політику відкритих дверей (інфітах), здійснила лібералізацію економіки, зробила поворот до капіталізму. До влади прийшов Хосні Мубарака, який правив до 2011 року.
1987 рік — Єгипет знову прийняли до Ліги арабських держав, поступово були відновлені дипломатичні відносини з арабськими країнами.
1989 рік — повне поновлення членства Єгипту в Лізі арабських держав.
1991 рік — під час війни у Перській затоці Єгипет засудив Ірак і приєднався до антиіракської коаліції, брав участь у війні на боці США.
1990-ті — Єгипет відігравав головну роль у процесі мирного врегулювання на Середньому Сході. Зростаючі у всьому світі тенденції до мусульманського фундаменталізму в Єгипті виявилися у формі терористичної діяльності фанатиків-мусульман, пов'язаних з «Братами-мусульманами».

## XXI століття
В січні 2011 в країні почалися масові протести які переросли в громадські протистояння поміж прихильниками президента Хосні Мубараком і опозицією. 11 лютого 2011 року, в ході революції в Єгипті, віце-президент Омар Сулейман у телезверненні до народу оголосив про відставку президента Єгипту Хосні Мубарака. Перед відходом Мубарак доручив керувати країною Вищій раді збройних сил. Раду очолює міністр оборони Мухаммед Хусейн Тантаві, який де-факто став керувати країною.
2012 рік — президентські вибори (23 травня і 24 травня — 1 тур, 16 червня і 17 червня — 2 тур). Президентом став Мухаммед Мурсі.
2013 — 3 липня Вища рада збройних сил усунула з посади Мухаммеда Мурсі.
2015 рік — 16 березня оголошено про будівництво нової столиці Єгипту, яка на думку архітекторів, звільнить від перенаселення Каїр.
2016 рік — 8 квітня Президент Єгипту Абдул-Фаттах Ас-Сісі і король Саудівської Аравії Салман ібн Абдул-Азіз Аль Сауд, уклали угоду про будівництво моста між двома державами через Червоне море.
2017 рік: — у квітні був уведений режим надзвичайного стану, після вибуху в храмі Св. Георгія в місті Танта, в результаті яких загинуло 27 осіб.
— 27 травня ВПС Єгипту завдали ударів по таборах терористів на сході Лівії поблизу міста Дерна. Удар був відповіддю на атаку бойовиків в єгипетському місті Ель-Мінья, під час якої загинули 26 християн-коптів. 
— 14 червня. Президент Єгипту Абдул-Фаттах Ас-Сісі схвалив передачу Саудівській Аравії двох незаселених островів в Червоному морі — Тиран і Санафір.
— На півночі Синайського півострова в Єгипті, в результаті підриву мечеті бойовиками, загинули бл. 235 осіб, поранено більше сотні. 
2018 рік — 14 квітня. Влада Єгипту продовжили режим надзвичайного стану в країні ще на три місяці у зв'язку з продовженням частих випадків терактів.